# Museo histórico regional de Gaiman
El Museo Histórico Regional de Gaiman (también conocido como Museo Regional Galés) es un museo dependiente de la Municipalidad de Gaiman que funciona en la que fuera la estación de tren de dicha localidad. Este museo está sostenido también por la Asociación Galesa de Educación y Cultura Camwy.

## Historia
El museo fue inaugurado oficialmente el día 22 de octubre de 1960 por iniciativa del entonces director de Cultura de la Provincia, profesor Virgilio Zampini,  en el edificio del Colegio Camwy. Posteriormente fue trasladado al  edificio de la antigua estación. Cuando se desactiva el Ferrocarril Central del Chubut en el año 1961, la estación pasó a pertenecer al gobierno provincial, quién lo cedió a la Municipalidad, que se lo otorga a la Asociación Camwy que lo recibe en concepto de préstamo, trasladando el museo al viejo edificio de la estación a fines de 1966.

## Características
Cuenta con una colección de más de 3000 objetos y documentos. En este museo se exhiben elementos vinculados con la historia de la localidad de Gaiman y de las Colonias Galesas en la provincia de Chubut. Se presenta una colección de fotografías de los primeros pobladores galeses, los planos oficiales de la Colonia Galesa de 1886, donde se refleja no solo la distribución de propiedades sino también los proyectos de canales para riego, los títulos de sociedades anónimas (como la Compañía Mercantil del Chubut), la evidencia fotográfica de los premios recibidos por el trigo de la provincia de Chubut, los muebles y restos de la casa de Lewis Jones destruida por la inundación de 1899, los sillones bárdicos y coronas ganadas por los premiados durante los Eisteddfod, ejemplares y objetos de impresión del periódico Y Drafod, y muchos objetos más.
Además, el museo cuenta con una hemeroteca, una biblioteca que se destaca por poseer una colección especial de libros originales en idioma galés. También conserva el libro de actas del Tribunal de Justicia de la Colonia del Chubut, los primeros periódicos y los cálices usados en las capillas del siglo XIX. También se realiza la venta de productos regionales.